# 姚氏宗祠 (歙县许村镇)
姚氏宗祠为一处姚姓祠堂建筑，位于中国安徽省黄山市歙县许村镇许村镇塔山村姚家。该建筑建于明代。2019年3月28日，姚氏宗祠公布为安徽省文物保护单位。